# Isabel da Áustria (1887–1973)
Isabella Maria Theresia Christine Eugenie da Áustria-Teschen (17 de novembro de 1887 - 6 de dezembro de 1973) era filha do arquiduque Frederico, Duque de Teschen e sua esposa, Isabel de Croÿ. Isabella parte da Casa de Habsburgo-Lorena (seu avô, o arquiduque Carlos Fernando de Áustria, era neto do Imperador romano Leopoldo II).
Isabel foi notável por seu breve casamento com o príncipe Jorge da Baviera. Sua separação e anulação posterior foram amplamente divulgados nos jornais. Como resultado desta e de suas ações posteriores como uma enfermeira no exército austríaco, Isabella se tornou considerado como uma figura romântica; uma publicação chamou de "a heroína mais romântico do presente guerra na Áustria".

## Família
Isabel era a sétima filha do arquiduque Frederico, Duque de Teschen e sua esposa Isabel de Croÿ. Alguns dos seus irmãos incluiu Maria Anna, princesa de Bourbon-Parma e Maria Cristina, Princesa Hereditária de Salm-Salm.
Os avós paternos de Isabel foram o arquiduque Carlos Fernando de Áustria e Isabel Francisca de Áustria-Toscana. Os seus avós maternos foram Rudolfo, Duque de Croÿ e Princesa Natalie de Ligne.

## Casamento

### Cerimônia de casamento
Em 10 de Fevereiro de 1912, Isabel se casou com seu primo distante príncipe Jorge. Ele era o filho mais velho do príncipe Leopoldo da Baviera e sua esposa Gisela da Áustria. O casamento aconteceu no Palácio de Schönbrunn, em Viena, e foi assistido por muitas figuras importantes da Áustria-Hungria, incluindo Francisco José I da Áustria, avô materno do príncipe Jorge. Antes do casamento, Isabel renunciou a todos os direitos de sucessão ao trono austríaca e húngara, um ato necessário de todas as arquiduquesas quando se casavam, independentemente da posição do noivo. Ela solenemente fez sua renúncia na frente de toda a corte imperial.
Acredita-se que Isabel tinha dúvidas até mesmo antes do casamento, mas foi forçada a ir em frente com os planos independentemente. Na noite antes do casamento, um misterioso incêndio eclodiu; foi controlado antes do edifício foi destruído, mas não antes que ele destruísse seu vestido de casamento e vasto enxoval. Isabel usado supostamente o fogo como uma desculpa para adiar o casamento, indicando a sua culpa por alguns. Um relato diz, "A noiva, rebelde e cheias de lágrimas, mostrou em cada ação que odiava o marido".

## Títulos, estilos, honras e braços

### Títulos e estilos
- 17 de novembro de 1887 - 10 de fevereiro de 1912: Sua Alteza Imperial e Real a Arquiduquesa Isabel da Áustria, Princesa da Hungria, Boêmia e Toscana
- 10 de fevereiro de 1912 - 17 de janeiro de 1913: Sua Alteza Imperial e Real a Princesa Jorge da Baviera
- 17 de janeiro de 1913 - 6 de dezembro de 1973: Sua Alteza Imperial e Real a Arquiduquesa Isabel da Áustria, Princesa da Hungria, Boêmia e Toscana, Princesa da Baviera